# Boscobel (Anglia)
Boscobel – wieś w Anglii, w hrabstwie Shropshire. Leży 35 km na wschód od miasta Shrewsbury i 194 km na północny zachód od Londynu.